# Asamblea Majorera
Asamblea Majorera (AM) es un partido político español cuyo ámbito se circunscribe a la isla canaria de Fuerteventura. Fue fundado en 1977 como asociación de independientes por Miguel Cabrera Cabrera, que fue elegido senador por Fuerteventura en las elecciones generales de 1977 y 1982.
Asamblea Majorera tuvo un miembro en la Junta de Canarias, el órgano preautonómico canario que debatió el Estatuto de Autonomía de Canarias. En las primeras elecciones autonómicas (1983) obtuvo 3 escaños de los 7 elegidos en Fuerteventura. En las elecciones al Parlamento de Canarias de 1987 no quiso sumarse a las Agrupaciones Independientes de Canarias (AIC) que agrupaban a los independientes de las otras islas y logró nuevamente 3 escaños. En 1988 apoyó al PSOE en la moción de censura que llevó a la presidencia a Jerónimo Saavedra.
En las elecciones al Parlamento de Canarias de 1991 rehusó integrarse en Coalición Canaria, pero sus resultados bajaron al 27 % de los votos en la isla y solo obtuvo 2 escaños. Aun así, en 1993 apoyó la moción de censura que nombraría Presidente de Canarias a Manuel Hermoso Rojas (CC). A partir de las elecciones al Parlamento de Canarias de 1995 se ha integrado en Coalición Canaria y no mantiene su personalidad.
Asamblea Majorera, que ahora es Coalición Canaria, ha ostentado la presidencia del Cabildo de Fuerteventura desde 1979 y la representación en el Senado por Fuerteventura en seis de las diez elecciones que se han realizado desde la reinstauración de la democracia.

## Resultados electorales

### Elecciones al Cabildo de Fuerteventura
| Elecciones y fecha | Votos | %     | Diputados | +/-         | Posición | Gobierno            |
| ------------------ | ----- | ----- | --------- | ----------- | -------- | ------------------- |
| 1979               | 5.085 | 49,54 | 9/17      |             | 1.º      | Mayoría absoluta    |
| 1983               | 5.692 | 45,93 | 9/17      | Sin cambios | 1.º      | Mayoría absoluta    |
| 1987               | 5.606 | 36,92 | 7/17      | 2           | 1.º      | Gobierno en minoría |
| 1991               | 6.533 | 35,99 | 7/17      | Sin cambios | 1.º      | Gobierno en minoría |
| 1995a              | 7.061 | 34,44 | 6/17      | 1           | 1.º      | Oposición           |

aComo Coalición Canaria.

### Elecciones al Parlamento de Canarias
% de voto y escaños en la circunscripción de Fuerteventura.
| Elecciones y fecha | Votos | %    | Diputados (en Fuerteventura) | +/-         | Posición (en Fuerteventura) |
| ------------------ | ----- | ---- | ---------------------------- | ----------- | --------------------------- |
| 1983               | 5.551 | 45,0 | 3/7                          |             | 1.º                         |
| 1987               | 5.423 | 35,8 | 3/7                          | Sin cambios | 1.º                         |
| 1991               | 4.906 | 27,6 | 2/7                          | 1           | 1.º                         |
| 1995a              | 6.551 | 31,3 | 2/7                          | Sin cambios | 1.º                         |

aComo Coalición Canaria.
Senado
- Elecciones generales españolas de 1977: 3.182 votos (resultó elegido el candidato de AM Miguel Cabrera Cabrera)
- Elecciones generales españolas de 1979: 4.458 votos (el candidato de AM no resultó elegido)
- Elecciones generales españolas de 1982: 6.325 votos (resultó elegido el candidato de AM Miguel Cabrera Cabrera)
- Elecciones generales españolas de 1986: 5.604 votos (resultó elegido el candidato de AM Gerardo Mesa Noda)
- Elecciones generales españolas de 1989: 5.268 votos (resultó elegido el candidato de AM Gerardo Mesa Noda)
- Elecciones generales españolas de 1993: 9.025 votos (resultó elegido el candidato de AM, bajo la denominación Coalición Canaria, Manuel Travieso)
- Elecciones generales españolas de 1996: 6.793 votos (el candidato de AM-CC no resultó elegido)
- Elecciones generales españolas de 2000: 9.340 votos (resultó elegida la candidata de AM, bajo la denominación Coalición Canaria, Claudina Morales)
- Elecciones generales españolas de 2004: 9.977 votos (la candidata de AM-CC no resultó elegida)
- Elecciones generales españolas de 2008: 6.676 votos, resultados provisionales (el candidato de AM-CC-PNC no resultó elegido)

## Elecciones generales de España de 2023
- Para intentar frenar la ley electoral y obtener representación en el Congreso de los Diputados y Senado Coalición Canaria, Nueva Canarias-Bloque Canarista y Ahora Canarias concurrirán unidos al Congreso y Senado por todas las circunscripciones de Canarias.
- Asamblea Mejorera va integrado en Coalición Canaria a Elecciones generales de España de 2023, Autonómicas 2023 y Cabildos Insulares 2023. En municipales 2023 fue en solitario o con acuerdos puntuales.